# Кадазан
Кадазан (буквально означает «люди, отдалённые от берега») — народ в Малайзии, обитающий в основном в Пенампанге на западном побережье Сабаха, в его окрестностях и в различных местах внутри страны. Живут также в индонезийской части острова Калимантан и в Брунее. Разговаривают на языке кадазан западно-австронезийской группы австронезийской семьи, а также на малайском языке.
Приблизительная численность — 400 тысяч человек.
Несмотря на то, что они в большинстве своём приверженцы традиционных верований, среди них всё же есть христиане (католики).
Основной род деятельности — пашенное и ручное земледелие (заливной и суходольный рис). Разводят свиней, рогатый скот, птицу; занимаются художественными ремеслами — кузнечным, ткацким и плетением из ротанга.

## Культура

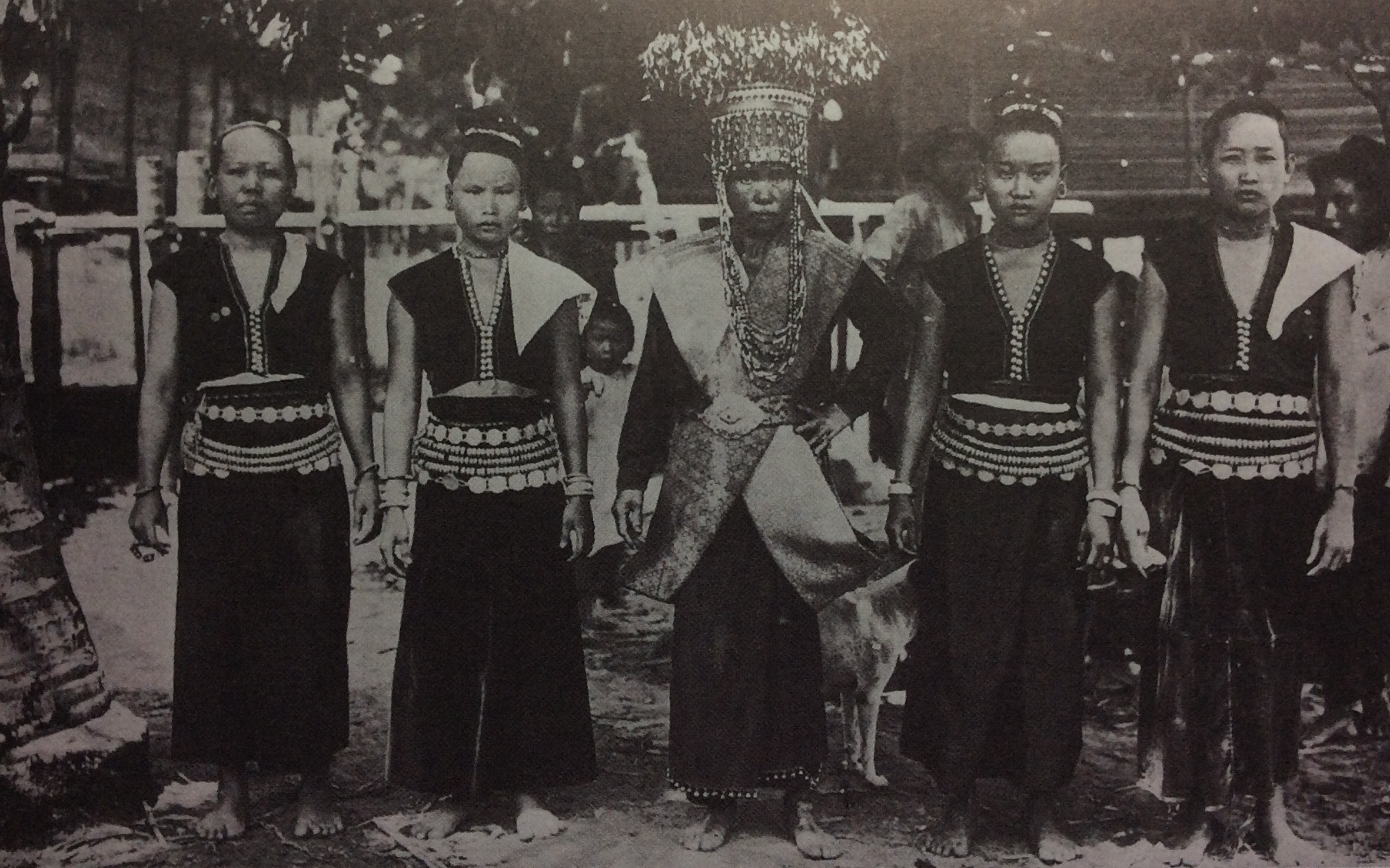
Представители народа в 1921 г.

Выращивание риса вполне можно назвать частью культуры народа кадазан. Рис задействован и в различных деликатесах, и в алкогольных напитках (на основе различных доморощенных процессов брожения). Рисовое вино считается напитком, без которого не обойтись ни одному общественному мероприятию и церемонии.
Вступление в брак также является неотъемлемой частью культуры кадазан. Они основательно подходят к этому делу: между семьями жениха и невесты ведутся долгие переговоры о приданом. Традиционно приданое состояло из буйволов, свиней, мешков с рисом. В настоящее время неплохим приданым могут стать денежные средства и недвижимость. Изначально браки заключались только внутри деревни, но потом стали возможны и межрасовые браки.
Сельская община населяет деревню из 1-3 длинных домов. Соблюдается рядовая планировка, расположены вдоль берегов рек. Распространены также хутора, состоящие из свайных или односемейных домов. Вдоль дома — открытая веранда, а внутри — коридор и жилая часть. у каждой семьи своя жилая комната, чердак над ней, и часть галереи с верандой.
На сей день едва ли можно встретить человека из народа кадазан в традиционном костюме (женщину в саронге и каине или мужчину в набедренной повязке). Все больше распространены европейский и малайский костюмы.